# Johnny Raper
Johnny Raper MBE (* 12. April 1939 in Bankstown City, New South Wales; † 9. Februar 2022) war ein australischer Rugby-League-Spieler. Während seiner Zeit als Spieler bei den St. George Dragons nahm er achtmal hintereinander am Grand Final der NSWRL teil. Er war Mitglied in der Australian Rugby League Hall of Fame und galt allgemein als einer der besten australischen Rugby-League-Spieler des 20. Jahrhunderts.

## Karriere
Raper wurde in Revesby, einem südwestlichen Teil von Sydney innerhalb von Bankstown City geboren. Er spielte zunächst auf Juniorenlevel für die Camperdown Dragons, bevor er mit den Newtown Jets am President’s Cup 1956 teilnahm.
Sein Debüt für die Jets in der NSWRFL hatte er 1957 im Alter von 18 Jahren. 1958 spielte er bereits mit den New South Wales Colts gegen Großbritannien und wechselte zum amtierenden Meister St George Dragons. Mit ihnen nahm er zwischen 1959 und 1966 achtmal am Grand Final der NSWRFL teil.
1959 bis 1960 nahm er das erste Mal an einer sogenannten „Kangaroo Tour“ der australischen Nationalmannschaft, einer Überseetour nach Großbritannien mit drei Spielen gegen die britische Nationalmannschaft teil. Die Serie ging 2:1 für Großbritannien aus, im letzten Spiel legte Raper einen Versuch. Raper nahm zwar an zwei weiteren Kangaroo Tours teil, allerdings war er die nächsten zehn Jahre aufgrund von Verletzungen nur mäßig aktiv für die Nationalmannschaft.
Im zweiten Spiel der Kangaroo Tour 1963 gewann Australien gegen Großbritannien mit 50:12, was den bisher größten Sieg gegen Großbritannien darstellte. Raper war allein in den ersten 25 Minuten an sieben Versuchen beteiligt.
Im ersten Spiel seiner dritten und letzten Kangaroo Tour, dass Australien 11:16 verlor, erlitt Raper eine Jochbeinfraktur. Am zweiten Spiel, das Australien 17:11 gewann, nahm er nicht teil. Am entscheidenden dritten Spiel nahm er schließlich doch noch teil, da Reg Gasnier sich ein Bein gebrochen hatte. Das Spiel fand am 21. Oktober 1967 unter winterlichen Bedingungen auf einem gefrorenen Platz in Swinton statt und ging 11:3 für Australien aus. Es war das erste Mal seit langem, dass Australien eine Kangaroo Tour in England gewonnen hatte.
1967 bis 1968 war Raper bei zwei Testspielen gegen Frankreich Kapitän der australischen Nationalmannschaft, mit der er kurz darauf die Rugby-League-Weltmeisterschaft 1968 gewann. 1969 spielte er seine letzte Saison bei den St George Dragons als Spielertrainer. 1971 erhielt er bei ihnen eine Mitgliedschaft auf Lebenszeit.
Von 1970 bis 1972 spielte Raper als Spielertrainer bei den Western Suburbs Rosellas, mit denen er 1970 das Grand Final gewann. Seine letzten Jahre spielte er für Kurri Kurri. Anschließend trainierte er von 1975 bis 1976 die Cronulla-Sutherland Sharks und trainierte 1978 vorübergehend die Newtown Jets, deren Trainer nach fünf Spielen entlassen worden war.

## Späteres Leben
Nach dem Ende seiner Rugby-Karriere hatte Raper unter anderem zahlreiche Auftritte im Radio und in Fernsehtalkshows. Zudem war er in Werbespots für eine Autoreifenfirma und die Liberal Party zu sehen.
Er erhielt zahlreiche Auszeichnungen, so ist er unter anderem ein Mitglied in der Australian Rugby League Hall of Fame und in der Liste Australian rugby league's 100 greatest players enthalten. Im Jahr 2000 schaffte es zudem ein Bild von Hui Hai Xi, dass ihn darstellt, in das Finale des Archibald Prize.
Raper starb am 9. Februar 2022 im Alter von 82 Jahren nach langer Krankheit.